# Roger III. (Apulien)

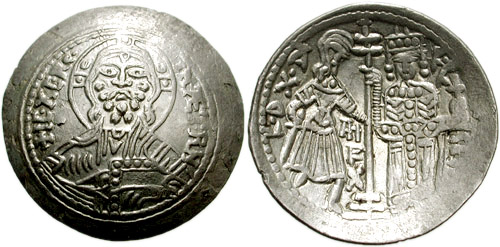
Im Jahr 10 (1140) geprägte Silbermünze mit König und Herzog Rudolf, Christus auf der Vorderseite. Erste normannische Dukate

Roger III. (* 1118; † 2. Mai 1149 oder 1148) aus dem Hause Hauteville war der älteste Sohn des Königs Roger II. von Sizilien und dessen erster Ehefrau Elvira von Kastilien. 
Nach der Krönung Rogers II. zum König von Sizilien wurde sein Sohn Roger 1130 als Roger III. zum Herzog von Apulien ernannt. Er half seinem Vater bei der Eroberung weiterer Gebiete in Unteritalien und beim Niederschlagen eines Aufstands unteritalienischer Barone und Städte 1139.
1139/40 heiratete Roger III. Elisabeth von Blois, eine Tochter des Grafen von Blois Theobald IV. Diese Ehe blieb kinderlos. Roger III. hatte jedoch bereits vor seiner Hochzeit zwei uneheliche Söhne von einer Tochter des Grafen Accardus von Lecce, deren Name nicht überliefert ist. Der älteste dieser Söhne, Tankred von Lecce, wurde 1190 als Gegenkönig zu Konstanze von Sizilien, einer Tochter Rogers II. aus dessen dritter Ehe und somit Halbschwester Rogers III., gewählt.
Roger III. starb am 2. Mai 1149 noch vor dem Tod seines Vaters.